# HMS Aetna (1803)
HMS Aetna je bila bombniška ladja Kraljeve vojne mornarice.
Leta 1807 je sodelovala v drugi bitki za Kobenhaven in leta 1809 v bitki za Basque Roads; obakrat pod poveljstvom Williama Godfreya.
Uporabili so jo pri napadu na Fort McHenry med bitko za Baltimore in za bombardiranje Fort Washingtona v Marylandu med vojno leta 1812. Takrat je ladji poveljeval Richard Kenah.